# Herrens förklarings kyrka, Spas-Smerdino
Herrens förklarings kyrka, (ryska: Церковь Преображения Господня; translitteration: Tserkov Preobrazhenija Gospodnja; kyrkslaviska: Це́рковь преѡбраже́нїѧ Господнѧ) också kallad Kristi förklarings kyrka, Frälsarens förklarings kyrka eller Frälsarens kyrka, är en rysk-ortodox kyrkobyggnad belägen i samhället Spas-Smerdino, i Jaroslavl oblast, i västra Ryssland.
Kyrkan är helgad åt Kristi förklaring och tillhör det rysk-ortodoxa stiftet Jaroslavls stift.

## Kyrkan
Herrens förklarings kyrka byggdes på bekostnad från församlingsborna.
Kyrkan är gjord av sten. Den har fem kupoler och ett klocktorn.
På övervåningen finns en sommarkyrka som är helgad åt Kristi förklaring och på den nedre våningen finns en vinterkyrka som är helgad åt Kristi födelse. Det finns också två sidokapell. Det högra kapellet är helgat åt Nikolaus och den vänstra åt Dmitrij Rostovskij.

## Bilder

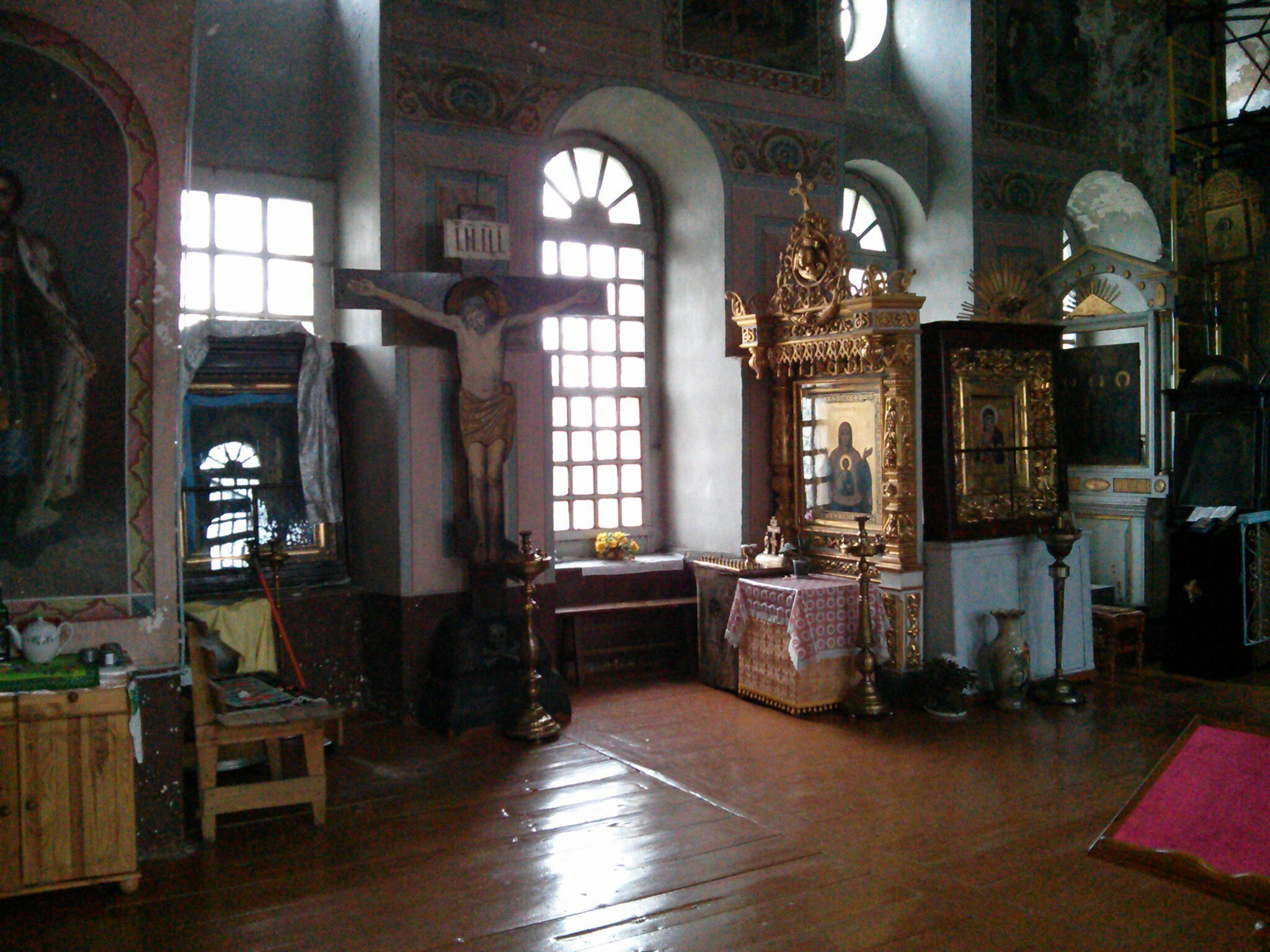
Kyrkans interiör.
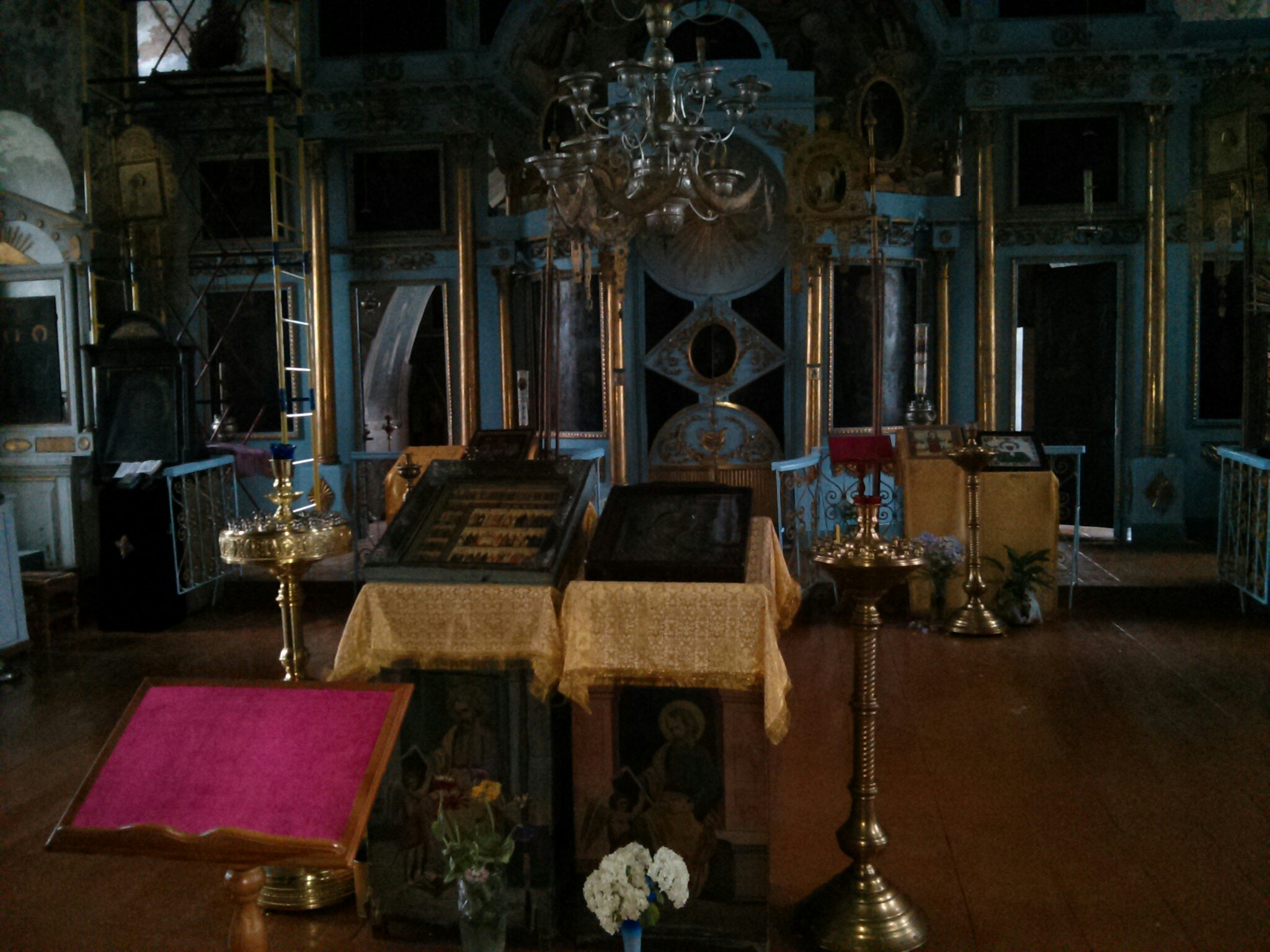
Interiören mot ikonostasen.
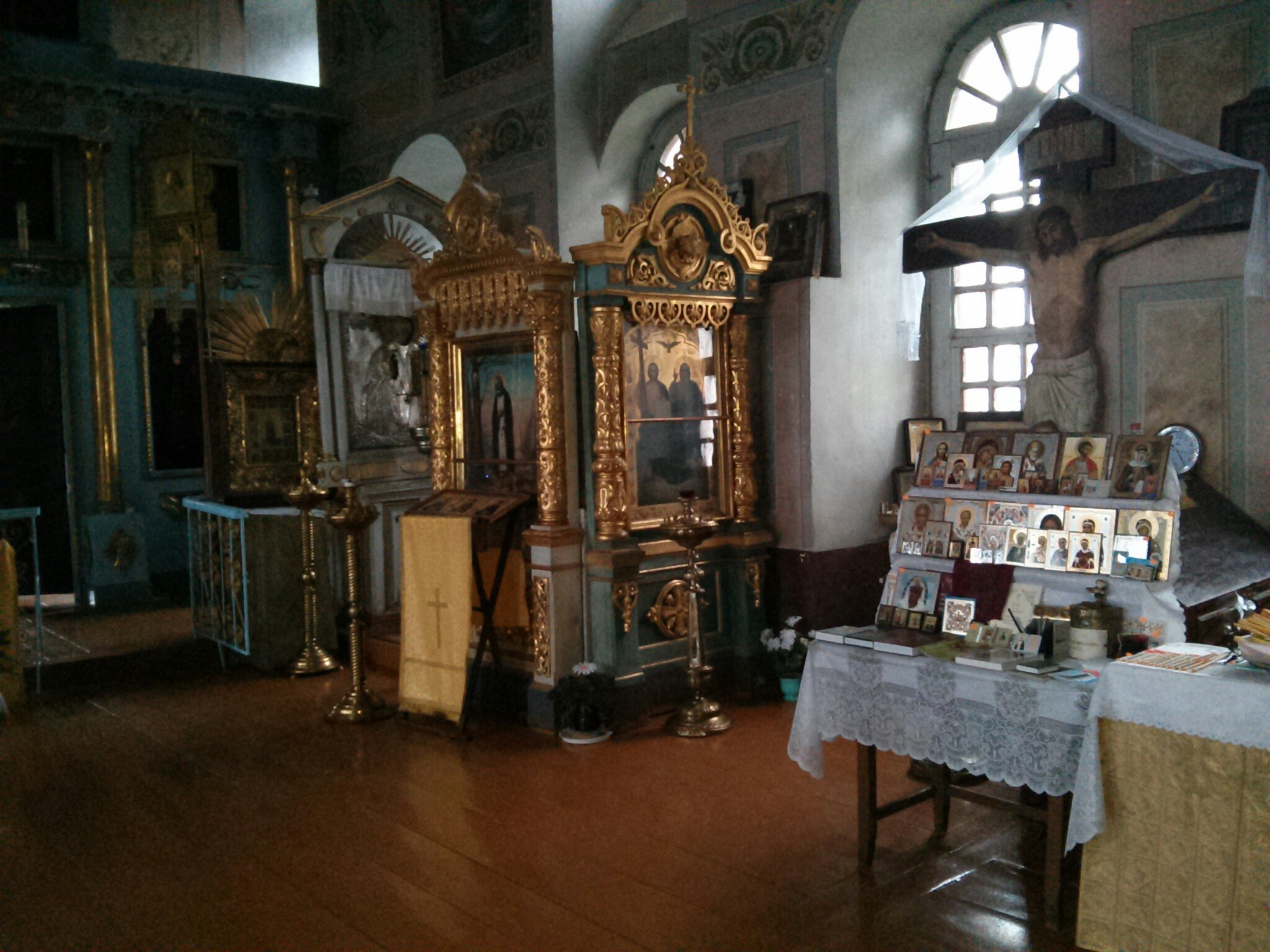
Interiör.